# Praktyka dyplomowa
Praktyka dyplomowa (także jako Praktyka studencka, Obserwator przeciwpożarowy, oryg. ang. Fire Watch) – nowela science fiction amerykańskiej pisarki Connie Willis. Opublikowana po raz pierwszy w magazynie Isaac Asimov’s Science Fiction Magazine w 1982. W polskim tłumaczeniu Marka Cegieły ukazała się w miesięczniku Nowa Fantastyka (nr 5(164) 1996), a następnie kilkukrotnie w różnych zbiorach i tłumaczeniach: Zaćmienie (Prószyński i S-ka 1996), Niebieski księżyc (jako Obserwator przeciwpożarowy w tłumaczeniu Dariusza Kopocińskiego, Wydawnictwo Solaris 2010), Wielka księga science fiction T. 1 (jako Praktyka studencka w tłumaczeniu Małgorzaty Koczańskiej, Fabryka Słów 2011).
Otrzymała nagrody Nebula (1982) i Hugo (1983) za najlepszą nowelę.
W tym samych realiach rozgrywają się powieści Księga Sądu Ostatecznego (1992), Nie licząc psa (1997) i Blackout/All Clear (2010).

## Treść
Nowela opowiada o przygodach podróżującego w czasie historyka, który przez pomyłkę zostaje wysłany do roku 1940 i ratuje przed zniszczeniem Katedrę św. Pawła w Londynie.